# Thomas de Courtenay, 5. Earl of Devon

Familienwappen der Courtenays of Devon

Thomas de Courtenay, 5. Earl of Devon (* 1414; † 3. Februar 1458 in Abingdon Abbey) war ein englischer Adliger und Magnat.

## Leben
Er gehörte der Familie Courtenay an und war der einzige überlebende Sohn des Hugh de Courtenay, 4. Earl of Devon (1389–1422) und Anne Talbot (um 1393–1441). Seine Mutter war eine Tochter des Richard Talbot, 4. Baron Talbot und Schwester des John Talbot, 1. Earl of Shrewsbury.
Um 1421 wurde er mit Lady Margaret Beaufort, Tochter des John Beaufort, 1. Earl of Somerset verheiratet. Dadurch wurde eine Verbindung mit der Familie Beaufort geknüpft, die wiederum mit dem englischen Königshaus verwandt war. Er war acht Jahre alt, als am 16. Juni 1422 sein Vater starb und er dessen Adelstitel als 5. Earl of Devon erbte. In der Folgezeit stand er unter der Vormundschaft seines Schwagers Thomas Beaufort, 1. Duke of Exeter († 1426). Am 19. Mai 1426 schlug ihn König Heinrich VI. von England zum Ritter. Am 16. Dezember 1431 gehörte er zu den 300 englischen Adligen, die der Krönung König Heinrichs VI. in der Kathedrale Notre Dame in Paris zum König von Frankreich beiwohnten.
Da der Stammsitz seiner Familie, Tiverton Castle, einschließlich eines erheblichen Teils der dazugehörigen Ländereien, war im Besitz seiner verwitweten Mutter geblieben. Courtenay residierte daher bis zum Tod seiner Mutter 1441 zunächst auf Colcombe Castle und verfügte bis dahin nur über relativ geringe Einkünfte. Die dominierende Stellung des Earls von Devon in Devonshire wurde ihm ab den 1430er Jahren von einigen Familien der dortigen Gentry streitig gemacht. So geriet er mit seinem Cousin Sir Philip Courtenay of Powderham und sodann insbesondere mit dem Gatten seiner Tante Sir William Bonville of Shute in Rivalität. Der Konflikt mit Bonville eskalierte im Sommer 1439 in Gewalt, als Courtenay dessen Anwesen, Shute House, angriff. König Heinrich rief Courtenay daraufhin zur Ordnung und zitierte ihn an seinen Hof nach London. Der König ernannte Courtenay 1441 zum Steward des Herzogtums Cornwall ernannt, ein nahezu identisches Amt wie das des Royal Steward for Cornwall, das 1437 Sir William Bonville auf Lebenszeit gewährt worden war. Eine Woche später, im Mai 1441, durfte Courtenay nach Devon zurückkehren, wo die Fehde zwischen Courtenay und Bonville sogleich wieder aufflammte. Im Dezember 1441 wurden beide erneut vor den König geladen und öffentlich versöhnt. Es blieben jedoch Spannungen bestehen. Schließlich entschied der König, die Situation in Devonshire dadurch zu befrieden, dass er beide Rivalen zum Dienst im Hundertjährigen Krieg in Frankreich beorderte, Bonville von 1442 bis 1446 als Seneschall der Gascogne und Courtenay 1446 als Gouverneur von Pont-l’Évêque in der Normandie. Vermutlich dank der Fürsprache seines Schwagers John Beaufort, 1. Duke of Somerset, erließ der König Courtenay um 1444 seine Schulden und sprach ihm Anerkennung für gutes Benehmen aus.
Aufgrund seiner Ehe stand Courtenay am Königshof zunächst der Beaufort-Hofpartei nahe. Mit dem Niedergang der Macht de Beauforts näherte sich Courtenay zunehmend der Partei des Richard Plantagenet, 3. Duke of York, an. Als der Duke of York die Unterstützung von Courtenays Erzfeinden der Familie Bonville suchte, fiel Courtenay bei ihm in Ungnade. Als die Rosenkriege ausbrachen, stand er auf Seiten der Partei der Königin, Margarete von Anjou. Er kämpfte auf Seiten der Lancastrians und wurde 1455 in der Ersten Schlacht von St Albans verwundet. Courtenay soll eine Versöhnung zwischen der Lancastrianischen und der Yorkistischen Partei gefördert haben, aber er starb 1458 plötzlich.

## Nachkommen
Aus seiner Ehe mit Lady Margaret Beaufort hatte er mindestens fünf Kinder:
- Joan Courtenay, ⚭ 1) Sir Roger Clifford, ⚭ 2) Sir William Knyvett of Buckenham;
- Elizabeth Courtenay, ⚭ Sir Hugh Conwy;
- Thomas Courtenay, 6. Earl of Devon (1432–1461);
- Sir Henry Courtenay († 1466);
- John Courtenay, 7. Earl of Devon (um 1435–1471).